# Феррелл Колтон, Мэри-Расселл
Мэри-Расселл Феррелл Колтон (25 марта 1889 — 26 июля 1971) — американская художница, писательница, этнограф и педагог.

## Биография
Мэри-Расселл Феррелл Колтон родилась в 1889 году в семье инженера.
В 1904 году поступила в Филадельфийскую школу дизайна для женщин, которую окончила в 1909 году с отличием. После её окончания она открыла студию в Филадельфии.
В 1912 году вышла замуж за Гарольда Селлерса Колтона, профессора зоологии Пенсильванского университета. У них было два сына, Феррелл, родившийся в 1914 году, и Сабин, родившийся в 1917 году. В апреле 1926 года Колтоны переехали во Флагстафф. В 1928 году Мэри-Расселл Феррелл Колтон вместе с мужем основали Музей Северной Аризоны, в котором Мэри-Рассел была куратором в течение 20 лет.
Мэри-Расселл Феррелл Колтон была членом Филадельфийской десятки, Национальной ассоциации женщин-художников, Американского общества акварелистов и Американской федерации искусств. В 1982 году она была внесена в Зал славы женщин Аризоны.
Мэри-Расселл Феррелл Колтон рисовала пейзажи, натюрморты и жанровые сцены. Она написала 21 статью и две книги.